# Robert Geroch
Robert Geroch (né le 1er juin 1942 à Akron, Ohio) est un physicien théoricien américain et professeur à l'Université de Chicago. Il travaille de manière importante sur la relativité générale et la physique mathématique et promeut l'utilisation de la Théorie des catégories en mathématiques et en physique. Il est le directeur de Ph.D. pour Abhay Ashtekar, Basilis Xanthopoulos et Gary Horowitz (en). Il prouve également un théorème important en géométrie de spin.
Geroch obtient son doctorat de l'Université de Princeton en 1967 sous la direction de John Archibald Wheeler, avec une thèse sur les singularités dans l'espace-temps de la relativité générale : leur définition, leur existence et leur caractérisation locale.